# جون هاميل (ممثل)
جون هاميل (بالإنجليزية: John Hamill)‏ هو عارض وممثل بريطاني، ولد في 3 مايو 1947 في شبردز بوش في المملكة المتحدة.

## وصلات خارجية
- جون هاميل على موقع IMDb (الإنجليزية)
- جون هاميل على موقع أول موفي (الإنجليزية)
- جون هاميل على موقع قاعدة بيانات الأفلام السويدية (السويدية)
- جون هاميل على موقع قاعدة بيانات الفيلم (الإنجليزية)
- جون هاميل على موقع كينوبويسك (الروسية)